# Деветнаест дјевојака и један морнар
„Деветнаест дјевојака и један морнар” је југословенски филм први пут приказан 9. јула 1971. године. Режирао га је Милутин Косовац а сценарио су написали Сеад Фетахагић и Лука Павловић.

## Сaдржaј филмa
Ратне 1943 године нашло се у немачком обручу 19 девојака, партизанских болничарки.
Задатак је тежак: пробити се са рањеницима до слободне територије. Тајна, коју једино зна Ирена командант ове женске јединице, није тајна и за Немце. Међу рањеницима се налази познати партизански командант, кога се Немци желе докопати, како би га заменили за свог генерала, партизанског заробљеника.
Али, ко је шпијун, да ли нека од девојака, неко од рањеника али можда и тајанствени младић са надимком Морнар.
С тим необичним младићем, Миља, најпоетичнији лик, доживи љубав.
Сумња, сукоби с Немцима, погибије и напори не умањују поетичност ове необичне приче.
Девојке се боре, гину, сукобљавају између себе, али остају лепе и нежне жене.
Оне се обнажене купају у модром планинском језеру, али их проналазе немачки пси трагачи.
Настаје тежак и бескрајан сукоб.

## Улоге
| Глумац           | Улога                |
| ---------------- | -------------------- |
| Џeјн Бeркин      | Миља                 |
| Серж Генсбур     | Морнар               |
| Шпела Розин      | Ирена                |
| Дина Рутић       | Минка                |
| Милош Кандић     | Ђуро                 |
| Мира Николић     | Нисвета              |
| Суада Капић      | Даница               |
| Саша Мандић      | Маја                 |
| Деметер Битенц   | Мaјoр Хуфнaгeл       |
| Љиљана Перош     | Станка               |
| Ана Блекић       | Болничарка           |
| Зденка Брадић    | Болничарка           |
| Марија Гиговић   | Болничарка           |
| Слободанка Гоцић | Болничарка           |
| Љиља Гојковић    | Болничарка           |
| Љупка Лазић      | Болничарка           |
| Милан Срдоч      | Сељак који чува овце |

Остале улоге  ▼
| Глумац             | Улога                      |
| ------------------ | -------------------------- |
| Петар Спајић Суљо  | Старешина села             |
| Хајрудин Хаџикарић | (као Хајро Хаџикарић)      |
| Хусеин Чокић       |                            |
| Ранко Гучевац      |                            |
| Богдан Девић       |                            |
| Радослав Дорић     |                            |
| Тана Маскарели     | Сељанка                    |
| Франка Бачић       |                            |
| Лина Симиниати     | Сељанка                    |
| Гизела Вуковић     | Сељанка                    |
| Злата Раичевић     | Сељанка са двоје мале деце |
| Селимир Симић      |                            |
| Мијо Гаврић        |                            |
| Махмут Демир       |                            |